# José Pedrozo
José Félix Pedrozo Bogarín  (San Ignacio Guazú, 21 de abril de 1981-ib., 15 de febrero de 2021) fue un futbolista paraguayo que jugaba en la posición de defensa central. Entre 2004 y 2014, militó en clubes de Paraguay, Chile y Brasil.

## Trayectoria
Inició su carrera profesional en la Primera División de Paraguay con Sol de América en 2004. En 2005, se unió al Club Olimpia, pero sufrió una lesión que afectó su tiempo en el equipo, aunque logró destacarse a pesar de las dificultades del club en ese periodo.
En 2006, Pedrozo se trasladó a Brasil para jugar en el América Mineiro durante un breve período, y luego continuó su carrera en Chile con Deportes Antofagasta, donde jugó desde 2006 hasta 2009. Posteriormente, se unió a Ñublense en 2009 y a Rangers FC en 2010.
En 2010, Pedrozo estuvo involucrado en un incidente durante un partido contra Deportes Concepción, en el que intentó agredir al árbitro Marcelo Miranda. Este incidente resultó en una suspensión de 27 partidos, lo que llevó a una pausa en su carrera de casi un año.
Pedrozo regresó a finales del 2011 y tuvo una breve etapa en Sol de América antes de fichar por San Marcos de Arica, donde tuvo una destacada actuación.
Pedrozo se retiró del fútbol profesional en 2014 a los 34 años. A lo largo de su carrera, jugó en clubes de Paraguay (Sol de América y Olimpia), Chile (Ñublense, Antofagasta, Rangers FC y San Marcos de Arica), y Brasil (América Mineiro).

## Controversia
El 18 de julio del 2010 en un partido de Deportes Concepción contra Rangers, equipo al cual defendía, Pedrozo intentó ahorcar al árbitro Marcelo Miranda; después de que este lo expulsara por una entrada fuerte sobre un futbolista. Sus compañeros reaccionaron y lo frenaron.
Posteriormente Pedrozo renunció al club y recibió una sanción de 27 partidos: 20 por la agresión, 5 por intentar agredir al juez nuevamente y 2 por la tarjeta roja que previamente había recibido. También declaró que regresaría a su país y que no estaba arrepentido de la agresión que cometió.
El 31 de diciembre de 2010, San Marcos de Arica anunció la contratación de Pedrozo en su plantel para el año 2011. El jugador llegó a la institución con su castigo ya cumplido, pues durante varios meses estuvo en el club Sol de América de su país, donde estaba contratado. Con los ariqueños logró ganar dos títulos y ascensos a la Primera División (2012 y 2014).

## Fallecimiento
Falleció en la madrugada del 15 de febrero de 2021, junto a su amigo Raúl Zacarias Romero Villasanti † (37) en un vuelco de vehículo a la altura del km 233, ruta PY01 de su ciudad natal, San Ignacio Guazú, en la compañía Tahyity.

## Clubes
| Club                 | País     | Año       |
| -------------------- | -------- | --------- |
| Sol de América       | Paraguay | 2004      |
| Olimpia              | Paraguay | 2005      |
| América Mineiro      | Brasil   | 2006      |
| Deportes Antofagasta | Chile    | 2006-2009 |
| Ñublense             | Chile    | 2009      |
| Rangers              | Chile    | 2010      |
| Sol de América       | Paraguay | 2011      |
| San Marcos de Arica  | Chile    | 2011-2014 |

## Palmarés

### Títulos nacionales
| Título    | Club                | País  | Año     |
| --------- | ------------------- | ----- | ------- |
| Primera B | San Marcos de Arica | Chile | 2012    |
| Primera B | San Marcos de Arica | Chile | 2013-14 |